# Johann Baptist Hofner
Pour les articles homonymes, voir Hofner.

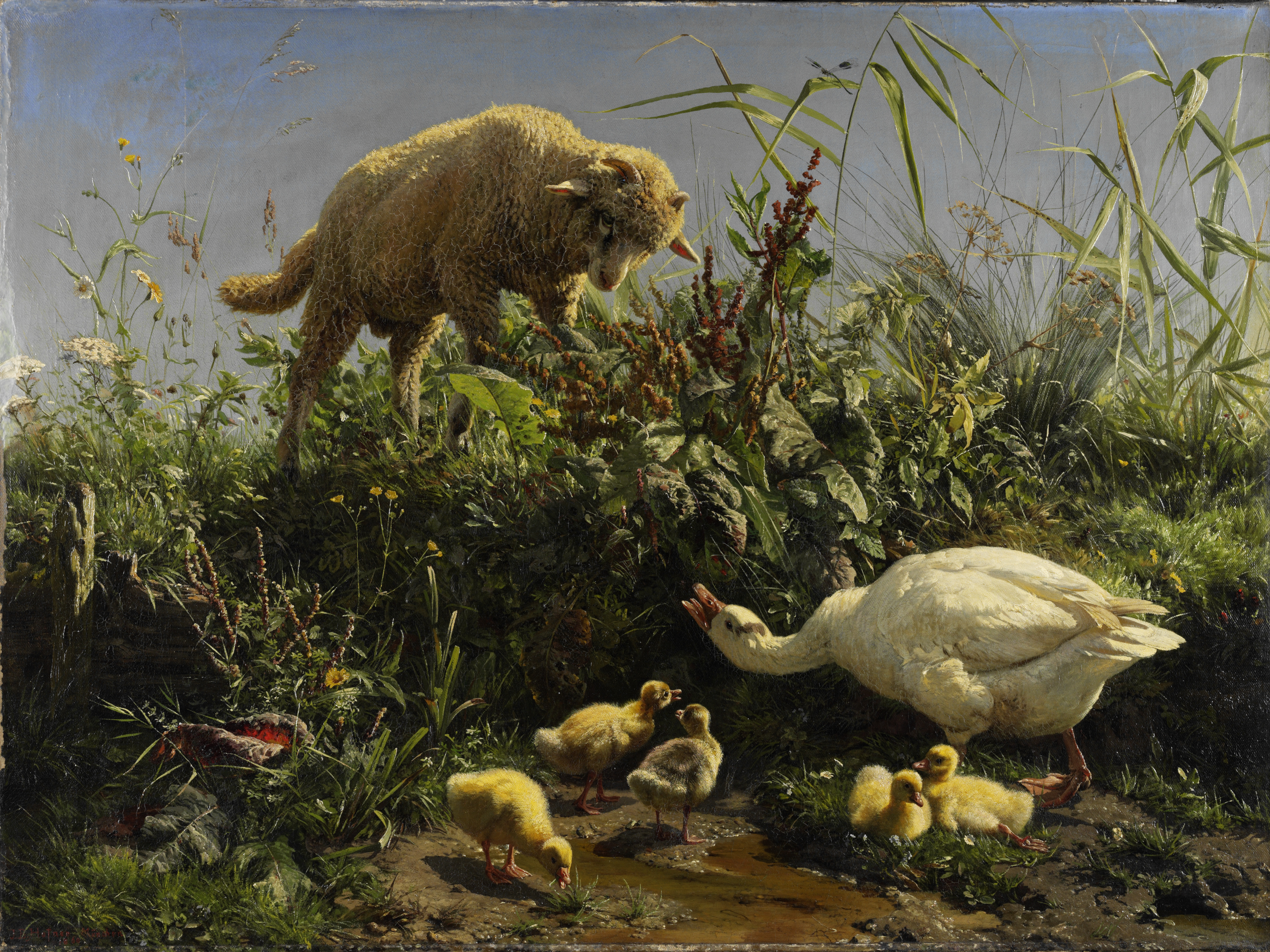
Der Friedensstörer (1860).

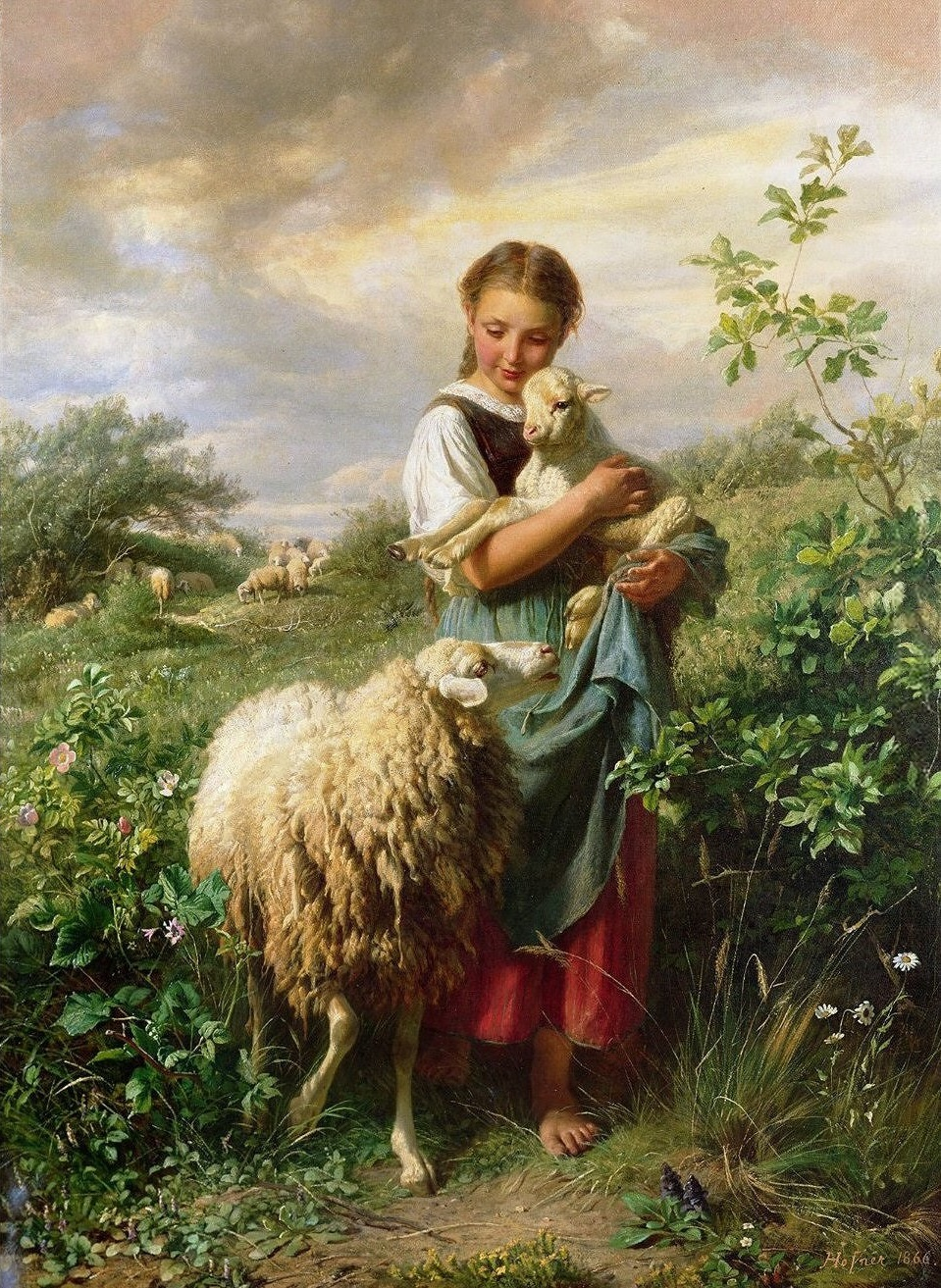
La Jeune Bergère.

Johann Baptist Hofner, né le 30 avril 1832 à Aresing près de Schrobenhausen et mort le 29 juin 1913 à Munich, est un peintre allemand.

## Biographie
Johann Baptist Hofner étudie à l'Académie royale des beaux-arts auprès de Carl Theodor von Piloty en 1847. Il se fait connaître principalement comme peintre animalier et est le compagnon personnel et artistique de Franz von Lenbach, avec qui il vit dans un appartement partagé à Aresing de 1854 à 1856. C'est ainsi que naît la "colonie d'artistes d'Aresing". Des artistes tels qu'Anton Braith et Christian Mali séjournent également fréquemment dans le village. Des œuvres de Johann Baptist Hofner sont exposées au musée Lenbach de Schrobenhausen, à la Neue Pinakothek de Munich et à la Kunsthalle de Hambourg. Son tableau Die junge Schäferin (La jeune bergère) de 1866 est probablement l'une de ses œuvres les plus célèbres.
Après le retour de Franz von Lenbach de Weimar en 1862, les deux hommes retravaillent ensemble, Franz réalisant parfois des fonds pour les peintures de Johann Baptist Hofner. Les œuvres de Johann Baptist Hofner sont présentées à plusieurs reprises lors d'expositions, notamment au Palais du verre de Munich et à l'Exposition universelle de Paris en 1867. À partir de 1880, il s'installe à Munich, mais se rend régulièrement dans sa ville natale.

### Famille et récompense
Johann Baptist Hofner est marié à Kreszenz (née Klas). Le 9 février 1868 naît leur fils Adolf Hofner, qui devient lui aussi peintre, mais qui meurt très jeune, le 12 novembre 1895. Sa femme meurt également neuf ans plus tôt. Peu avant sa mort, il reçoit la médaille du Prince Régent Luitpold à l'occasion de son 80e anniversaire.
Il épouse en secondes noces Carolina. Cette relation reste sans enfant.

### Mort
Johann Baptist Hofner est inhumé au Waldfriedhof de Munich, la pierre tombale se trouve dans l'entrée de la mairie d'Aresing.